# Orthion veracruzense
Orthion veracruzense är en violväxtart som beskrevs av C.L. Lundell. Orthion veracruzense ingår i släktet Orthion och familjen violväxter. Inga underarter finns listade i Catalogue of Life.